# Duc (hippomobile)
Pour les articles homonymes, voir Duc (homonymie).

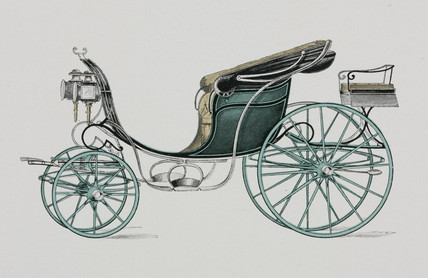
Modèle de park-phaeton avec siège de groom à l’arrière, 1906

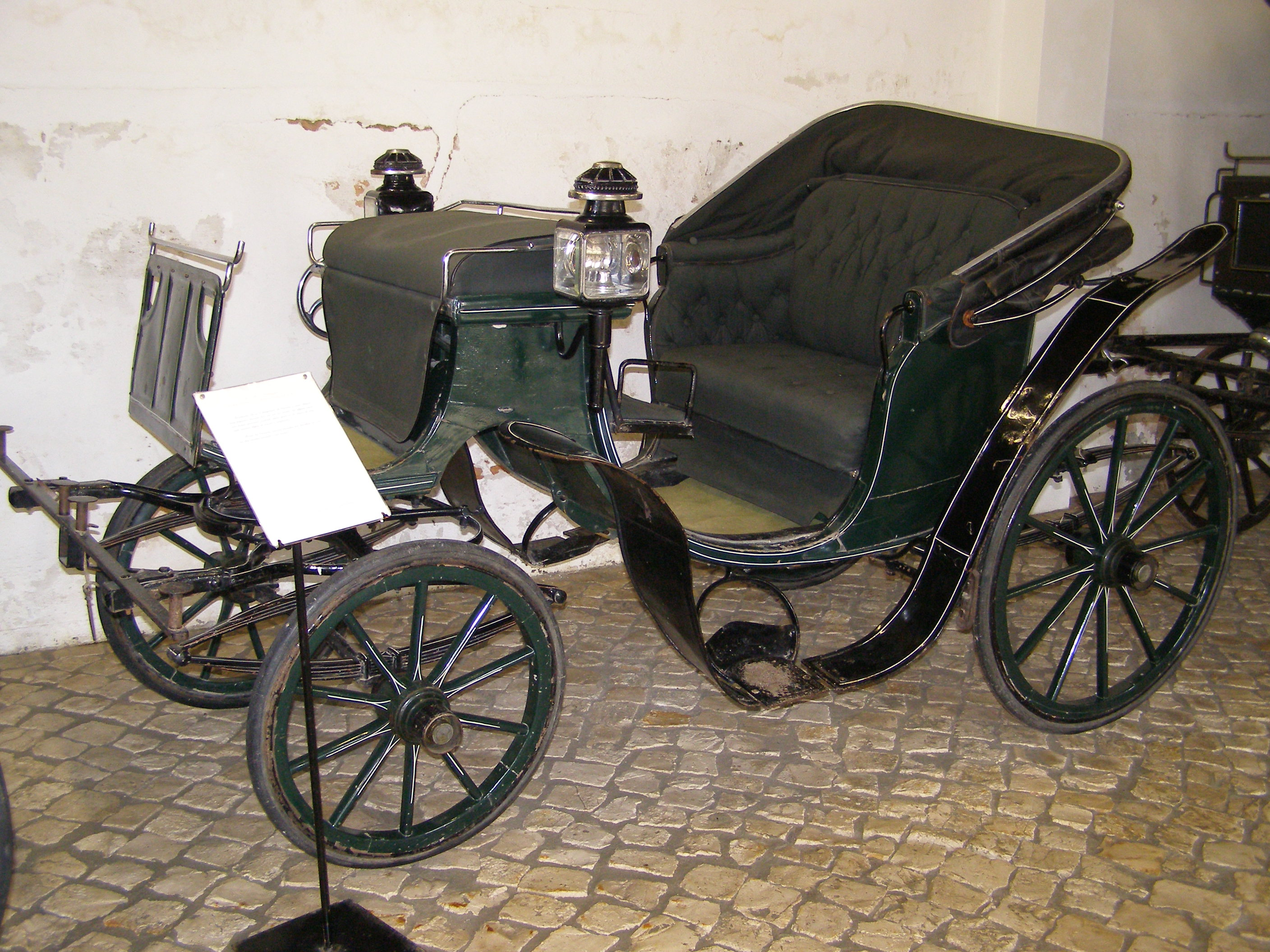
Park phaeton, Mafra, Portugal

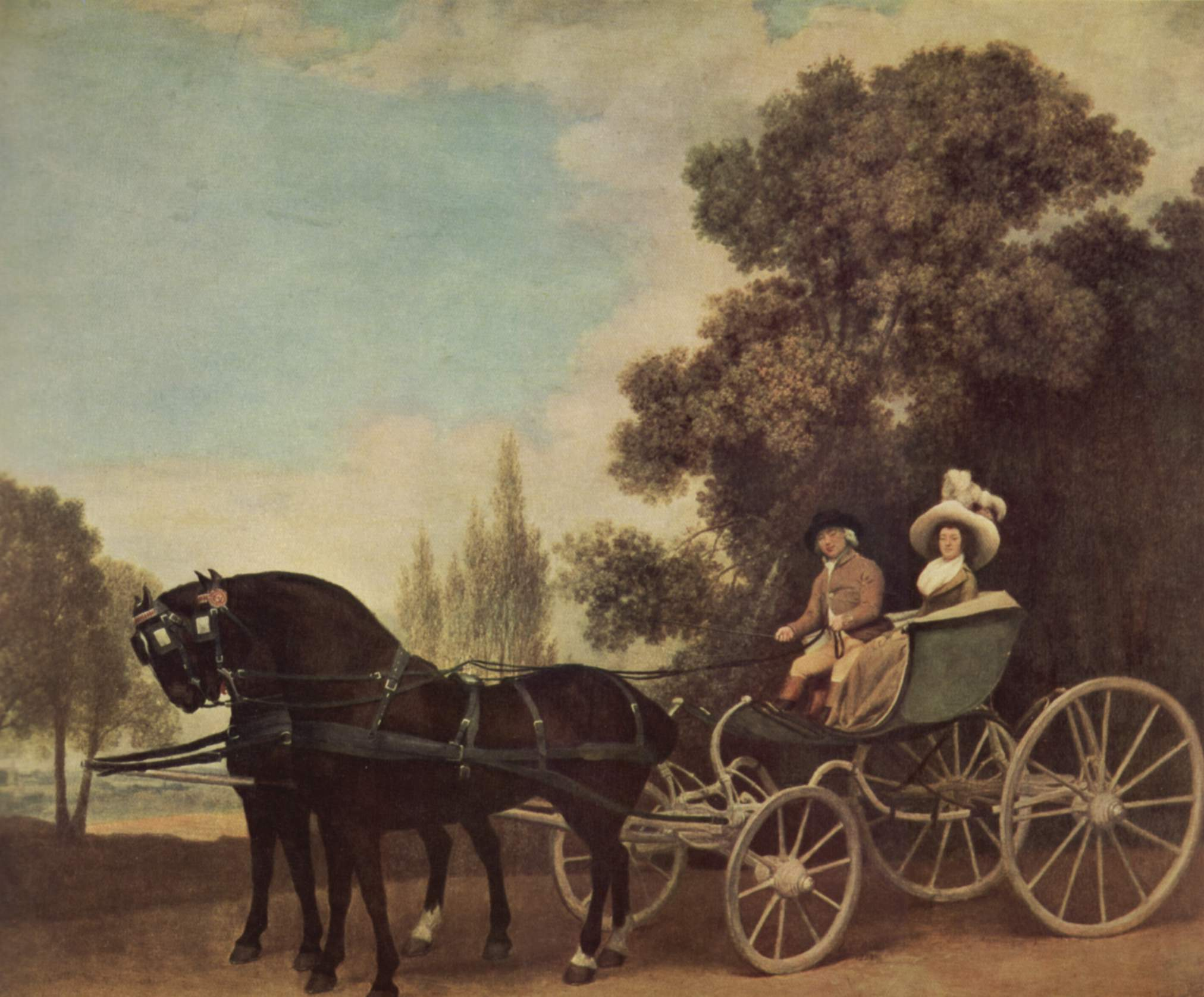
Dame et Monsieur dans un duc, peinture sur panneau de George Stubbs, 1787

Le duc, parfois appelé grand duc, pour le différencier du petit duc (identique mais de dimensions plus réduites, avec une caisse souvent en osier), est une voiture hippomobile, ouverte, à quatre roues, à capote, qui se conduit de l'intérieur. Elle peut comporter à l'arrière un siège en bois ou en fer pour un domestique. Le duc ressemble donc à un cabriolet à quatre roues. Le duc-victoria ou victoria grand-duc possède un siège avant mobile, il peut donc être conduit par un cocher, comme la victoria, ou de l'intérieur, comme le duc standard.
En Angleterre, le duc est appelé phaéton George IV, ou park-phaéton, ou phaéton de dames. Le roi George IV aimait conduire personnellement ses voitures, mais il était d'une corpulence telle que cela lui devenait très difficile. C'est pour cela qu'il se fit construire en 1824 ce nouveau type de voiture, dont l'accès est très aisé. Grâce à la caution royale et à cette facilité d'accès pour les vastes robes de l'époque, il fut adopté par les dames et fut donc appelé Ladies phaeton (phaéton de dames). 
Le duc est mené par son propriétaire, mais il peut aussi être attelé à la d'Aumont ou à la demi-d'Aumont (un seul postillon).
La « calèche » du logotype de la marque Hermès est en fait un petit duc. Il est directement inspiré d’un dessin rehaussé de gouache du peintre Alfred de Dreux, acquis par Émile-Maurice Hermès dans les années 1920.